# Might and Magic Book One: The Secret of the Inner Sanctum
Might and Magic Book One: The Secret of the Inner Sanctum, anche presentato come Might and Magic: Book One o semplicemente Might and Magic, è il primo videogioco di ruolo della serie Might and Magic, pubblicato inizialmente nel 1986 dalla New World Computing per Apple II e successivamente per i computer occidentali IBM PC, Commodore 64, Mac OS, i computer giapponesi FM-7, MSX, PC-88, PC-98, Sharp X1, Sharp X68000 e la console NES.
Nel 1992 uscì anche una versione giapponese per TurboGrafx CD intitolata soltanto Might and Magic, ma fortemente modificata nei contenuti. Nel 1998 venne ripubblicato anche per Windows come raccolta all'interno nell'edizione limitata di Might and Magic VI: The Mandate of Heaven.

## Trama
Il gioco si svolge nel mondo immaginario di Varn. Un gruppo di sei avventurieri esplora molti territori diversi, tra cui cinque città, caverne, montagne, sotterranei e anche un piano astrale, con l'obiettivo finale di scoprire il segreto del sancta sanctorum (Secret of the Inner Sanctum).
Scopriranno invece che il buon re Alamar è stato segretamente sconfitto e sostituito da un losco personaggio di nome Sheltem, che ha preso le sue sembianze. Sheltem, la cui natura rimane sconosciuta, alla fine fugge da un portale magico, e diventerà l'antagonista principale anche nei successivi quattro giochi della saga.

## Modalità di gioco
Il giocatore controlla una squadra di fino a 6 personaggi, predefiniti oppure creati dal menù principale. Il sistema di gioco è simile a quello di Dungeons & Dragons. Ogni personaggio può appartenere a una tra 6 classi: knight (cavaliere), paladin (paladino), archer (arciere), cleric (ecclesiastico), sorcerer (stregone), robber (rapinatore). Ci sono 5 razze (umano, elfo, nano, gnomo, mezz'orco), 7 caratteristiche personali che variano nel campo 3-18, e tre possibili allineamenti. Anche il sesso del personaggio non ha solo funzione estetica, essendoci almeno un territorio dove causa effetti differenti. Le caratteristiche di un nuovo personaggio vengono generate casualmente ma è possibile ripetere la generazione. Il profilo di un personaggio a un dato momento comprende il suo livello, punti ferita, punti magia, classe di armatura, condizione, punti esperienza.
Durante l'avventura il gruppo può trovarsi in un luogo alla volta, che viene mostrato con visuale tridimensionale in prima persona fissa. Tramite comandi da tastiera l'intero gruppo può ruotare di 90° nelle quattro direzioni cardinali e cambiare luogo andando avanti o indietro, senza animazioni di passaggio da un luogo all'altro. Il mondo di gioco è suddiviso in 55 aree, che spesso si possono affrontare senza dover seguire un particolare ordine. Ciascuna area è composta da una griglia massima di 16x16 luoghi, per un totale di oltre 4000 luoghi. Con il gioco originale era fornito un blocco cartaceo di griglie 16x16 in bianco su cui il giocatore può mappare a mano le aree esplorate.
Le varie azioni oltre al movimento si svolgono tramite menù e sottomenù testuali; il testo è in inglese o in giapponese a seconda della versione.
Si possono incontrare oltre 200 tipi di creature ostili. Il combattimento avviene a turni, sempre tramite rapporti scritti, mentre graficamente viene mostrato sulla scena solo il nemico più forte attualmente presente, senza animazioni. Personaggi e mostri agiscono uno alla volta con priorità variabili. Le classi di personaggi con abilità magiche possono disporre di molti incantesimi (94 distribuiti in 7 livelli per ciascuna classe), ma in sostanza si tratta perlopiù di semplici mosse di attacco o difesa di efficacia variabile. Sono oltre 250 i tipi di oggetti ottenibili, molti con caratteristiche magiche.
Sono possibili anche interazioni pacifiche con altri personaggi e il commercio nei negozi. Dalle interazioni si possono ottenere varie proposte di missioni, accettabili o meno, come anche indovinelli e rompicapo che è possibile risolvere o meno.
In caso di morte dell'intero gruppo o abbandono della partita si può ricominciare dalle varie locande già visitate, dove è possibile salvare il progresso dei personaggi.

## Sviluppo
Might and Magic Book One venne ideato da Jon Van Caneghem, fondatore della New World Computing, e fu il primo prodotto rilevante dell'azienda, capostipite della fortunata serie di Might and Magic. Lo stesso Van Caneghem racconta che fu il primo gioco che progettò, e che si occupò personalmente di quasi tutta la realizzazione della versione originale per Apple II (programmazione, grafica, storia, ecc.), impiegando tre anni per completarlo.